# Cortador de huesos
Un cortador de huesos es un instrumento quirúrgico que se utiliza para cortar o extraer huesos. Además de la cirugía, también se utilizan en medicina forense, tortura y desmembramiento.

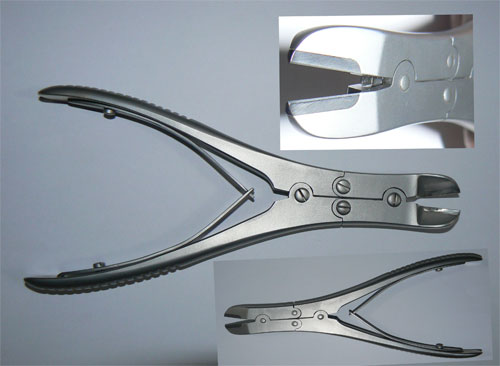
Un cortador de huesos

Los tipos de cortadores de huesos médicos incluyen: 
- Sin motor: Los implementos para cortar huesos sin motor incluyen variedades de sierra para metales y sierra de sable. En muchas aplicaciones, la sierra se utiliza en plantillas especializadas para proporcionar cortes precisos y medibles, p. Ej. en cirugía de rodilla. En algunos procedimientos también se utilizan sierras especializadas como la Sierra Gigli, un cable hecho de hilos afilados de alambre.
- Recíproco: Por lo general, se aplica una oscilación giratoria motorizada a un implemento de corte especializado para proporcionar cortes suaves y controlables en el hueso, para aplicaciones, desde el corte del cráneo hasta el corte de las costillas. Una sierra esternal es un cortador de huesos alternativo.[3]
- Sónico (o corte de sonido): El cortador sónico aún es experimental, pero su objetivo principal es utilizar sonido de alta frecuencia y alta amplitud para eliminar material (en este caso hueso), lo que proporciona la capacidad de cortar. Se están produciendo algunos cortadores sónicos de tejidos.

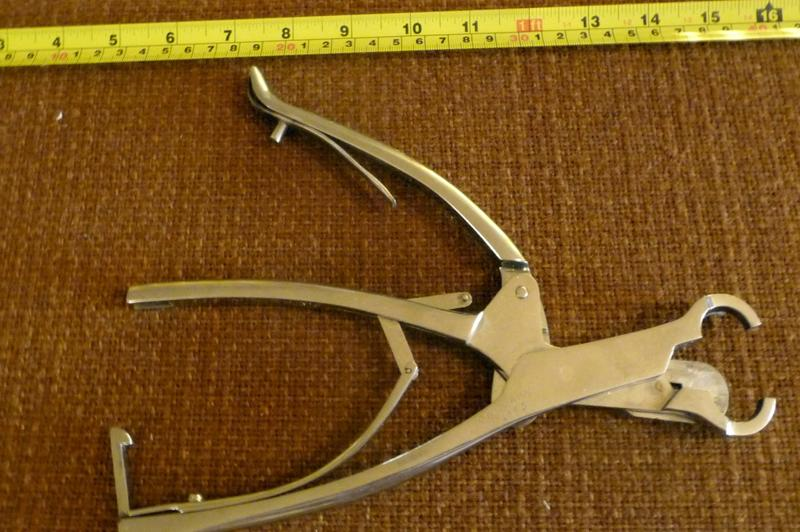
Un costotome en la posición abierta

- Costotomo: Un Costotomo es un cortador de costillas especializado que se utiliza para acceder a la cavidad torácica. Tiene dos palancas; el primero en ser operado agarra la costilla y el segundo corta la costilla.[4][5]